# Арановский, Константин Викторович
Константи́н Ви́кторович Арано́вский (род. 19 ноября 1964, Корсаков, Сахалинская область) — российский учёный-правовед и преподаватель. Заслуженный юрист Российской Федерации, доктор юридических наук. Судья Конституционного суда Российской Федерации (2010—2022).

## Биография
В 1987 году окончил с отличием юридический факультет Дальневосточного государственного университета (ДВГУ). Поступил в аспирантуру Ленинградского государственного университета на кафедру государственного права. В ЛГУ проходил аспирантуру вместе с Дмитрием Медведевым.
В 1990 году защитил кандидатскую диссертацию на тему «Обеспечение конституционности нормативных актов местных советов», в 2004 году — докторскую диссертацию на тему «Конституционная традиция и её распространение в российском обществе».
С 1990 по 1994 годы работал на кафедре государственного и международного права ДВГУ, после её разделения — на кафедре международного права, затем — на кафедре государственного и административного права.
С октября 2008 года по февраль 2010 года являлся председателем избирательной комиссии Приморского края.
3 марта 2010 года назначен Советом Федерации Федерального Собрания Российской Федерации судьёй Конституционного суда Российской Федерации по представлению Президента Российской Федерации Дмитрия Медведева.
Не раз высказывал особые мнения, привлекавшие внимание общества. В частности, в делах об адвокатской тайне, о праве лиц с двойным гражданством владеть СМИ, о допуске условно осуждённых к выборам (на что ссылался в своей президентской кампании Алексей Навальный) и о системе высшего образования в России. В декабре 2019 года заявил, что СССР был «незаконно созданным государством» и Российская Федерация не должна считаться правопреемником «репрессивно-террористических деяний» советской власти, что вызвало возмущение коммунистических спикеров и деятелей.
В сентябре 2022 года подал в отставку. С 27 сентября 2022 года — судья КС РФ в отставке. По версии газеты «Коммерсантъ», отставка Арановского может быть для него способом выразить особое мнение или несогласие в ситуации, когда выразить его другим способом невозможно. Причиной же, по мнению газеты, было нежелание Арановского участвовать в проверке договоров о принятии в состав РФ новых субъектов. Ранее Константин Арановский также не принимал участия в заседании Конституционного Суда Российской Федерации при рассмотрении им вопроса о даче заключения по поправкам к Конституции Российской Федерации в 2020 году.
В настоящее время — профессор кафедры публичного права юридического факультета Государственного академического университета гуманитарных наук.